# Петропілля (Куп'янський район)
Петропі́лля — село в Україні, у Шевченківській селищній громаді Куп’янського району Харківської області. Населення становить 355 осіб. До 2020 орган місцевого самоврядування — Петропільська сільська рада.

## Географія
Село Петропілля знаходиться на березі річки Середня Балаклійка, вище за течією на відстані 2,5 км розташоване село Олександрівка, нижче за течією примикає село Сумське. Нижче за течією на річці велика загата. На відстані 1 км розташоване село Ставище. Через село проходить автомобільна дорога Т 2110.

## Історія
1815 — дата заснування.
7 (20) листопада 1917 року, відповідно до.Третього Універсалу Української Центральної Ради, увійшло до складу Української Народної Республіки.
Під час організованого радянською владою Голодомору 1932—1933 років помер щонайменше 41 житель села.
12 червня 2020 року, відповідно до Розпорядження Кабінету Міністрів України № 725-р «Про визначення адміністративних центрів та затвердження територій територіальних громад Харківської області», увійшло до складу Шевченківської селищної територіальної громади.
19 липня 2020 року, в результаті адміністративно-територіальної реформи та ліквідації Шевченківського району, село увійшло до складу новоутвореного Куп'янського району Харківської області.

## Економіка
- КСП «Надія».
- «Рекотов», ПП, риборозведення.
- «Демченко», ПП, риборозведення.
- Торгово-промисловий комплекс «Світло шахтаря».
- «Золотий колос», фермерське господарство.

## Об'єкти соціальної сфери
- Дитячий садок.
- Клуб.
- Фельдшерсько-акушерський пункт.